# موسيان
موسيان (بالفارسية: موسیان) هي مدينة تقع في إيران في Musian District. يقدر عدد سكانها بـ 2,571 نسمة .